# Sint-Lievens-Houtem

Bandeira de Sint-Lievens-Houtem

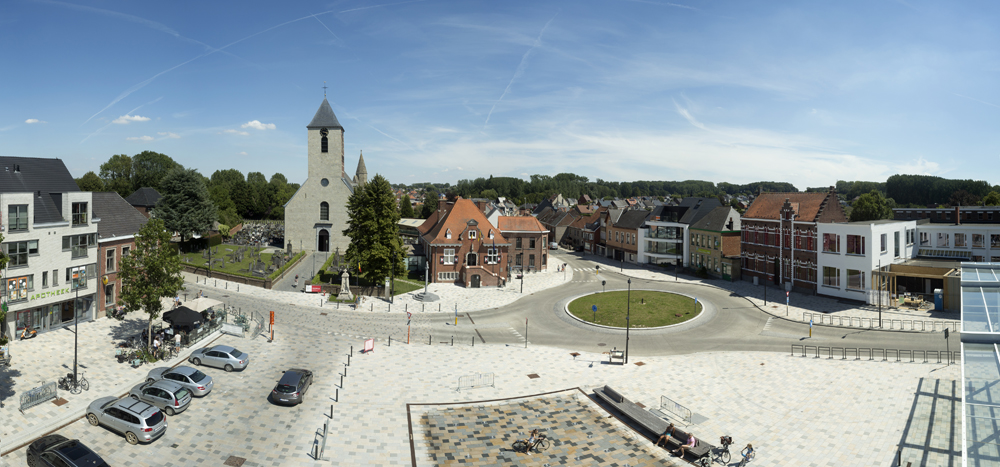
Sint-Lievens-Houtem

Sint-Lievens-Houtem (francês Hautem-Saint-Liévin; não reconhecido oficialmente) é um município belga localizado na província de Flandres Oriental. A vila inclui a vila de Sint-Lievens-Houtem propriamente e os antigos municípios de Bavegem, Letterhoutem, Vlierzele e Zonnegem, as povoações de Espenhoek, Cotthem, e Hoogveld, antigamente partes do antigo município de Oombergen.
Em 1 de janeiro de 2011, o município tinha 9 868 habitantes, uma área total de 26,67 km² e uma densidade populacional de 370 habitantes/km².